# Peperomia macrostachya
Peperomia macrostachya là một loài thực vật có hoa trong họ Hồ tiêu. Loài này được (Vahl) A.Dietr. miêu tả khoa học đầu tiên năm 1831.